# Багдасарян, Диана Даниэлевна
Диана Даниэлевна Багдасарян (род. 5 июня 1980, Сухуми) — российская пианистка, заслуженный деятель всероссийского музыкального общества, лауреат множества музыкальных конкурсов.

## Биография
Диана Багдасарян родилась в 1980 году в семье музыкантов. В 1999 году закончила Абхазское государственное музыкальное училище (класс преподавателя Е. Г. Карабулат). Лауреат республиканских конкурсов. Выпускница Ростовской государственной консерватории им. С. В. Рахманинова по классу Заслуженного артиста России, профессора В. С. Дайча и аспирантуры того же ВУЗа. Творческий руководитель — профессор В. С. Дайч.
Во время работы в РГК им С. В. Рахманинова в качестве концертмейстера на кафедре хорового дирижирования и концертмейстера хора Ростовского государственного музыкального театра участвовала в постановках рок-оперы Алексея Рыбникова «Юнона и Авось», и оперы Жоржа Бизе «Кармен». Постоянная участница фестиваля «Хибла Герзмава приглашает» . С 2007 года — как участник симфо-рок группы «ESSE» (Ростов-на-Дону) Диана Багдасарян участвует в создании рок-оперы «Дорога без возврата» (фортепиано, клавишные инструменты). В качестве члена жюри участвует в фестивале-конкурсе «Чудесная Бавария» в Мюнхене.
В 2013 году приняла участие в концерте посвященном 5-летию признания Россией независимости Абхазии в Концертном зале имени Чайковского.
С 2015 года по настоящее время Диана Багдасарян является концертмейстером Мюнхенской высшей школы музыки и театра, и академии балета университета музыки и исполнительских искусств Мюнхена. В 2015 году выступила на концерте памяти жертв геноцида армян в Мюнхене.

## Награды и премии
- 2002 — Международный конкурс «Искусство и музыка XXI века», в номинации «Камерный ансамбль», Россия, 3-я премия[1]
- 2004 — Международный конкурс молодых исполнителей «Citta di Barletta», Италия, 1-я премия[16][17].
- 2007 — Международный конкурс-фестиваль «Musica classica» имени Родиона Щедрина, Россия, 2-я премия[18].
- 2008 — Международный конкурс пианистов Lia Tortora, Италия, 1-я премия[19][20].
- 2009 — Международный конкурс «Современное искусство и образование», Россия, дипломант[1] .